# Coppa Placci 1984
La Coppa Placci 1984, trentaquattresima edizione della corsa, si svolse il 18 agosto 1984 su un percorso di 244 km. La vittoria fu appannaggio del portoghese Acácio da Silva, che completò il percorso in 6h04'00", precedendo gli italiani Vittorio Algeri e Franco Chioccioli.

## Ordine d'arrivo (Top 10)
| Pos. | Corridore           | Squadra                         | Tempo    |
| ---- | ------------------- | ------------------------------- | -------- |
| 1    | Acácio da Silva     | Malvor-Bottecchia               | 6h04'00" |
| 2    | Vittorio Algeri     | Vini Ricordi-Pinarello-Sidermec | a 3"     |
| 3    | Franco Chioccioli   | Murella-Rossin                  | a 10"    |
| 4    | Pierino Gavazzi     | Atala-Campagnolo                | s.t.     |
| 5    | Palmiro Masciarelli | Gis Gelati-Tuc Lu               | s.t.     |
| 6    | Stefan Mutter       | Cilo-Aufina                     | s.t.     |
| 7    | Claudio Corti       | Sammontana-Campagnolo           | s.t.     |
| 8    | Mario Beccia        | Malvor-Bottecchia               | s.t.     |
| 9    | Emanuele Bombini    | Del Tongo-Colnago               | s.t.     |
| 10   | Marino Amadori      | Alfa Lum-Olmo                   | s.t.     |